# کارل آلفرد ریتر فون زیتل
کارل آلفرد ریتر فون زیتل (آلمانی: Karl Alfred Ritter von Zittel; ۲۵ سپتامبر ۱۸۳۹ – ۵ ژانویهٔ ۱۹۰۴) یک گیاه‌شناس، دیرین‌شناس، و استاد دانشگاه اهل آلمان بود.